# 滋賀県南郷水産センター
滋賀県南郷水産センター（しがけんなんごうすいさんセンター）は、滋賀県大津市にある魚のテーマパークである。滋賀県漁業協同組合連合会が管理・運営している。

## 概要
「さかなと自然と人間とのかかわり」をテーマに掲げ、水産資源の増殖・保全、魚食文化の啓発普及を目的として、釣って､つかんで、触れて、食べて、直に魚と戯れる場所を提供している。滋賀県が主体となって土地の造成・取得、建物や池、取水施設等の増殖施設を整備している。1966年（昭和41年）5月1日に開設。滋賀県漁業協同組合連合会が企画したもので、当時は琵琶湖漁業の不振を取り返すため「行楽ブーム」で観光客を多数呼び込み、収益を魚を増殖するための資金に充て、沿岸の漁業従事者に活路を与えるのが狙いであった。

## 施設
- 施設[3]
  - 金魚すくいコーナー（金魚すくい、ヨーヨー釣り、スーパーボールすくい、魚のひっかけ、金魚釣り）
  - つかみどり（アユつかみどり（※季節によって休業している場合あり））
  - ちびっ子釣り場（※季節によって休業している場合あり）
  - マス釣り場（※季節によって休業している場合あり）
  - コイ釣り場
  - フナ釣り場
  - ルアー・フライ釣り場（※季節によって休業している場合あり）
  - 水産資料館
  - その他施設（観賞用の池、炭焼きコーナー、多目的ホール、食堂（※土日祝のみ営業））

## アクセス
- 公共交通機関[4]
  - JR琵琶湖線（東海道本線）石山駅・京阪石山坂本線京阪石山駅から京阪バスで約15分。南郷洗堰停留所下車、徒歩約3分（※瀬田川洗堰を渡り、カーブを曲がって右側）
- 自動車
  - 名神高速道路 瀬田東ICまたは瀬田西ICより南へ約8分
  - 京滋バイパス 石山ICより南へ約8分（※久御山・宇治方面から車でお越しの方）